# Estação Ascao
Ascao é uma estação da Linha 7 do Metro de Madrid (Espanha).